# Хамидов, Хайдар Курбанович
Хайдар Курбанович Хамидов (1 мая 1905 — 17 сентября 1980) — советский военачальник, полковник.

## Биография
Родился в 1905 году в селе Заркент, из батраков, узбек.
В 1918—1925 годах — рабочий в кожевенной мастерской и кузнец.
С 1925 года — в РККА. В 1929 году окончил Среднеазиатское военное училище имени Ленина. Член ВКП(б) с 1929 года.
С 1933 года — начальник погранзаставы Кзыл-Джар Отдельной Алай-Гульчинской пограничной комендатуры, заместитель командира погранзаставы, участник борьбы с басмачеством, заместитель командира полка, слушатель курсов командирского состава имени Будённого, начальник штаба полка.
Участник Великой Отечественной войны, начало которой встретил в составе 120-го отдельного разведывательного батальона (35-я стрелковая дивизия) в боевых действиях в районе г. Острог. Был ранен. Направленен в Самарканд помощником начальника штаба формирующейся 83-й кавалерийской дивизии, с которой принял участие в боевых действиях в районе Тулы. Откомандирован на ускоренные курсы при Военной академии им. М. В. Фрунзе.
Командир 15-го ордена Александра Невского стрелкового полка 147-й стрелковой дивизии с которым участвовал в оборонительных боях под Брусиловым, отходе дивизии в район Винницы.

Полком командовал полковник Хамидов Хайдар Курбанович, узбек по национальности. Хайдар-ака так ласкаво называли его солдаты.
Войну окончил в Праге, одним из последних боёв было столкновение с власовцами, в котором полк потерял около ста человек убитыми.
После войны — начальник военной кафедры Ташкентского сельскохозяйственного института, на административных должностях в Ташкентской области.
Умер 17 сентября 1980 года в Ташкенте.
Мемуары:
- Однополчане: [О 15-м стрелковом полку 147-й стрелковой Станиславской дивизии] / Х. К. Хамидов; [Лит. запись Н. Махно]. — Ташкент: Узбекистан, 1981. — 125 с.